# Trévol

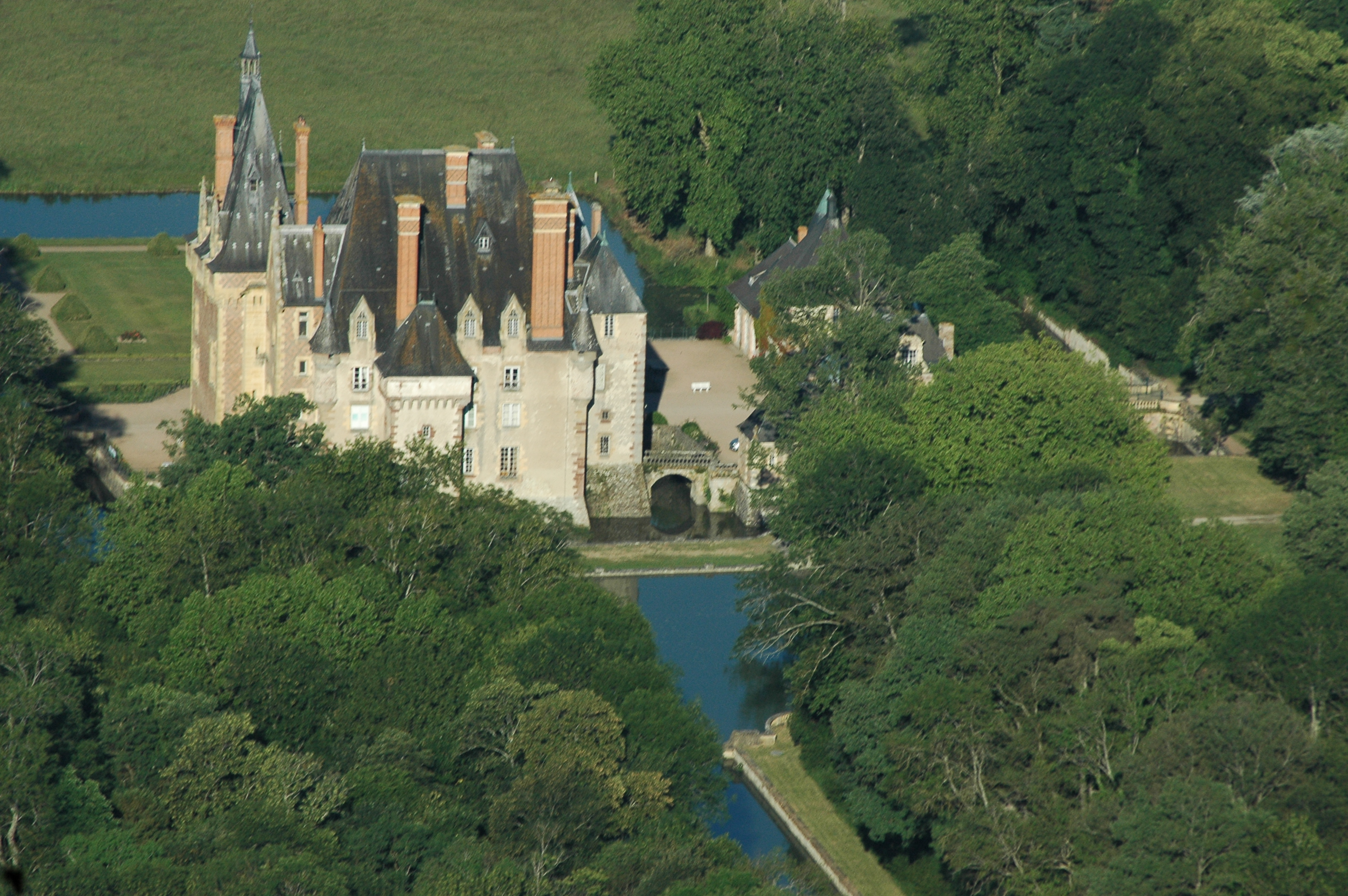
Château d'Avrilly

Trévol är en kommun i departementet Allier i regionen Auvergne-Rhône-Alpes i de centrala delarna av Frankrike. Kommunen ligger  i kantonen Yzeure som ligger i arrondissementet Moulins. År 2022 hade Trévol 1 639 invånare.

## Befolkningsutveckling
Antalet invånare i kommunen Trévol
Referens: INSEE